# Злотув (Нижньосілезьке воєводство)
Злотув (пол. Złotów) — село в Польщі, у гміні Завоня Тшебницького повіту Нижньосілезького воєводства.
Населення — 480 осіб (2011).
У 1975—1998 роках село належало до Вроцлавського воєводства.

## Демографія
Демографічна структура станом на 31 березня 2011 року:
|          | Загалом | Допрацездатний вік | Працездатний вік | Постпрацездатний вік |
| -------- | ------- | ------------------ | ---------------- | -------------------- |
| Чоловіки | 231     | 43                 | 171              | 17                   |
| Жінки    | 249     | 54                 | 148              | 47                   |
| Разом    | 480     | 97                 | 319              | 64                   |